# Auger de Balben
Auger de Balben (Francia, ... – 1162) fu un Gran Maestro dell'Ordine dei Cavalieri Ospedalieri dal 1160 fino alla sua morte.

## Biografia
Giunto in Terrasanta dalla nativa Francia, ottenne il controllo del Regno di Palestina da papa Alessandro III all'antipapa Vittore IV.
Morì al fianco del re Baldovino III di Gerusalemme, nel 1162, nel corso degli scontri con il fratello di questi Amalrico, per il possesso del trono.
Come gran maestro dell'Ordine Ospitaliero ebbe il merito di fondare nuove sedi dell'ordine anche in Spagna.